# Pelidnota brusteli
Pelidnota brusteli är en skalbaggsart som beskrevs av Soula 2010. Pelidnota brusteli ingår i släktet Pelidnota och familjen Rutelidae. Inga underarter finns listade i Catalogue of Life.